# Genexus
Genexus — девятый студийный альбом американской метал-группы Fear Factory, выпущенный 7 августа 2015 года. Это третий альбом Fear Factory с тех пор, как в 2009 году к группе вернулся гитарист Дино Касарес, их первый альбом с участием барабанщика Майка Хеллера, и последний альбом, который они выпустили с вокалистом Бертоном Беллом перед его уходом из группы в 2020 году, хотя его вокал появляется на следующем альбоме группы, Aggression Continuum, который был записан в 2017 году, но выпущен только через четыре года. Genexus также является первым релизом Fear Factory на Nuclear Blast. Альбом получил положительные отзывы критиков.

## Звук и производство
Комментируя запись ударных на Genexus, Бертон Белл заявил: «… На этот раз будем использовать „живого“ барабанщика, мы собираемся использовать Майка Хеллера для записи нескольких песен, не всех из них, но некоторых».
Как и его предшественник The Industrialist и (на тот момент) 20-летний Demanufacture, Genexus является концептуальным альбомом. Темы альбома включают войну, изменение климата, религию и смерть.

## Оценки критиков
| Оценки критиков   | Оценки критиков |
| Источник          | Оценка |
| ----------------- | --- |
| AllMusic          | 3,5 из 5 звёзд · 3,5 из 5 звёзд · 3,5 из 5 звёзд · 3,5 из 5 звёзд · 3,5 из 5 звёзд                                                                                                |
| Metal Injection   | 8,5 из 10 звёзд · 8,5 из 10 звёзд · 8,5 из 10 звёзд · 8,5 из 10 звёзд · 8,5 из 10 звёзд · 8,5 из 10 звёзд · 8,5 из 10 звёзд · 8,5 из 10 звёзд · 8,5 из 10 звёзд · 8,5 из 10 звёзд |
| The Metal Review  | 5 из 5 звёзд · 5 из 5 звёзд · 5 из 5 звёзд · 5 из 5 звёзд · 5 из 5 звёзд |
| Sputnikmusic      | 3,7 из 5 звёзд · 3,7 из 5 звёзд · 3,7 из 5 звёзд · 3,7 из 5 звёзд · 3,7 из 5 звёзд                                                                                                |
| AntiHero Magazine | 8 из 10 звёзд · 8 из 10 звёзд · 8 из 10 звёзд · 8 из 10 звёзд · 8 из 10 звёзд · 8 из 10 звёзд · 8 из 10 звёзд · 8 из 10 звёзд · 8 из 10 звёзд · 8 из 10 звёзд                     |
| Blabbermouth.net  | 8 из 10 звёзд · 8 из 10 звёзд · 8 из 10 звёзд · 8 из 10 звёзд · 8 из 10 звёзд · 8 из 10 звёзд · 8 из 10 звёзд · 8 из 10 звёзд · 8 из 10 звёзд · 8 из 10 звёзд                     |
| About.com         | 4,5 из 5 звёзд · 4,5 из 5 звёзд · 4,5 из 5 звёзд · 4,5 из 5 звёзд · 4,5 из 5 звёзд                                                                                                |

Genexus получил положительные отзывы критиков, похваливших альбом за его брутальное и резкое звучание. Рэй Ван Хорн-младший из Blabbermouth сказал, что «влияние индастриала делают Genexus более занятым и сердечным[уточнить], освещая перспективы альбома, в которых человечество переходит к механизированной жизни». Трей Спенсер из Sputnikmusic предположил, что «этот альбом более мелодичен и доступен, Дино Касарес и Бертон Белл доказывают, что у них все ещё есть все, что нужно для создания интуитивного[уточнить] альбома Fear Factory». Джеймс Кристофер Монгер из AllMusic прокомментировал, что «Genexus больше ориентирован на мелодизм, чем предыдущие. Тем не менее, группа сохраняет склонность к сочетанию мрачных образов из научной фантастики с поршневыми[уточнить] гитарными риффами и взрывной перкуссией».

## Тур после записи альбома
В период с конца августа по середину сентября 2015 года группа гастролировала по Южному, Среднему и Юго-Западу США вместе с Once Human, метал-группой Before the Mourning из Лос-Анджелеса и чикагской хард-рок группой The Bloodline.

## Список композиций
Все тексты написаны Бертоном Беллом, вся музыка написана Дино Касаресом.
| №                   | Название                   | Длительность |
| ------------------- | -------------------------- | ------------ |
| 1.                  | «Autonomous Combat System» | 5:28         |
| 2.                  | «Anodized»                 | 4:47         |
| 3.                  | «Dielectric»               | 4:19         |
| 4.                  | «Soul Hacker»              | 3:12         |
| 5.                  | «Protomech»                | 4:56         |
| 6.                  | «Genexus»                  | 4:48         |
| 7.                  | «Church of Execution»      | 3:21         |
| 8.                  | «Regenerate»               | 4:02         |
| 9.                  | «Battle for Utopia»        | 4:14         |
| 10.                 | «Expiration Date»          | 8:48         |
| Общая длительность: | Общая длительность:        | 47:54        |

| №                   | Название                              | Длительность |
| ------------------- | ------------------------------------- | ------------ |
| 11.                 | «Mandatory Sacrifice (Genexus Remix)» | 5:43         |
| 12.                 | «Enhanced Reality»                    | 5:36         |
| Общая длительность: | Общая длительность:                   | 59:13        |

| №   | Название                                       | Длительность |
| --- | ---------------------------------------------- | ------------ |
| 13. | «Maximum Voltage Capacitor (Dielectric Remix)» | 4:18         |

## Участники записи
- Бертон Белл — вокал
- Дино Касарес — гитара, бас-гитара
- Майк Хеллер — ударные

## Чарты
| Чарт(2015)                          | Высшая позиция |
| ----------------------------------- | -------------- |
| Австралия (ARIA)                    | 15             |
| Австрия (Ö3 Austria)                | 25             |
| Бельгия/Фландрия (Ultratop)         | 35             |
| Бельгия/Валлония (Ultratop)         | 59             |
| Канада (Canadian Albums Chart)      | 36             |
| Чехия (ČNS IFPI)                    | 42             |
| Нидерланды (Album Top 100)          | 34             |
| Финляндия (Suomen virallinen lista) | 25             |
| Франция (SNEP)                      | 55             |
| Германия (Offizielle Top 100)       | 17             |
| Ирландия (IRMA)                     | 84             |
| Швейцария (Schweizer Hitparade)     | 18             |
| Великобритания (UK Albums Chart)    | 31             |
| США (Billboard 200)                 | 37             |